# Mavic
Mavic – francuskie przedsiębiorstwo produkujące części rowerowe oraz odzież. Nazwa to akronim od słów Manufacture d'Articles Vélocipédiques Idoux et Chanel (Produkcja Artykułów Rowerowych Idoux i Chanel). Zostało założone przez  Charlesa Idouxa i Luciena Chanela w 1889 roku. Obecnie jest częścią Salomon Group. Siedziba znajduje się w miejscowości Annecy.
Największą popularnością cieszą się koła i obręcze tej marki. Są one stosowane we wszystkich rodzajach kolarstwa. 
Z myślą o kolarzach i rowerzystach szosowych powstał model Cosmic Carbon koła te wykonane są z włókna węglowego przez co są wytrzymałe i niezwykle lekkie. Modele 729 oraz Deemax zostały stworzone z myślą o zjazdach w trudnym terenie. W latach 2004–2008 model Deemax był bezkonkurencyjnie najmocniejszy, jeździła na nim większość zawodników DH. W późniejszym okresie nieco go zmodernizowano zmniejszając liczbę szprych przez co stał się lżejszy, ale również słabszy a konkurencyjne firmy wprowadziły swoje nowe modele przez co przewaga deemax'ów zmalała a w efekcie straciły miano najwytrzymalszych kół.